# NGC 5792
NGC 5792 este o hi (21cm) source⁠(d) situată în constelația Balanța. A fost descoperită în 11 aprilie 1787 de către William Herschel. Se află la o distanță de 25,82 de megaparseci de Pământ.